# Großer Preis von Frankreich 2019
Der Große Preis von Frankreich 2019 (offiziell Formula 1 Pirelli Grand Prix de France 2019) fand am 23. Juni auf dem Circuit Paul Ricard in Le Castellet statt und war das achte Rennen der Formel-1-Weltmeisterschaft 2019.

## Bericht

### Hintergründe
Nach dem Großen Preis von Kanada führte Lewis Hamilton in der Fahrerwertung mit 29 Punkten vor Valtteri Bottas und mit 62 Punkten vor Sebastian Vettel. In der Konstrukteurswertung führte Mercedes mit 123 Punkten vor Ferrari und mit 171 Punkten vor Red Bull Racing.
Beim Großen Preis von Frankreich stellte Pirelli den Fahrern die Reifenmischungen P Zero Hard (weiß, Mischung C2), P Zero Medium (gelb, C3) und P Zero Soft (rot, C4) sowie für Nässe Cinturato Intermediates (grün) und Cinturato Full-Wets (blau) zur Verfügung.
Mit Räikkönen und Hamilton (jeweils einmal) traten zwei ehemalige Sieger zu diesem Grand Prix an.
Rennkommissare waren Yannick Dalmas (FRA), Jean-Marie Krempff (FRA), Tim Mayer (USA) und Mathieu Remmerie (BEL).

### Training
Im ersten freien Training fuhr Hamilton mit einer Rundenzeit von 1:32,738 Minuten die Bestzeit vor Bottas und Charles Leclerc.
Im zweiten freien Training war Bottas in 1:30,937 Minuten Schnellster vor Hamilton und Leclerc.
Im dritten freien Training blieben die ersten drei Positionen unverändert.

### Qualifying
Das Qualifying bestand aus drei Teilen mit einer Nettolaufzeit von 45 Minuten. Im ersten Qualifying-Segment (Q1) hatten die Fahrer 18 Minuten Zeit, um sich für das Rennen zu qualifizieren. Alle Fahrer, die im ersten Abschnitt eine Zeit erzielten, die maximal 107 Prozent der schnellsten Rundenzeit betrug, qualifizierten sich für den Grand Prix. Die besten 15 Fahrer erreichten den nächsten Teil. Bottas war Schnellster. Romain Grosjean, Daniil Kwjat, die Williams-Piloten sowie Lance Stroll schieden aus.
Der zweite Abschnitt (Q2) dauerte 15 Minuten. Die schnellsten zehn Piloten qualifizierten sich für den dritten Teil des Qualifyings. Bottas war erneut Schnellster. Sergio Pérez, Kevin Magnussen, Nico Hülkenberg, Kimi Räikkönen und Alexander Albon schieden aus.
Der finale Abschnitt (Q3) ging über eine Zeit von zwölf Minuten, in denen die ersten zehn Startpositionen vergeben wurden. Hamilton fuhr mit einer Rundenzeit von 1:28,319 Minuten die Bestzeit vor Bottas und Leclerc. Es war die 86. Pole-Position für Hamilton in der Formel-1-Weltmeisterschaft und die schnellste jemals auf dieser Strecke gefahrene Rundenzeit.

### Rennen
Beim Start versuchte Carlos Sainz jr. erfolglos, Max Verstappen zu überholen, während die beiden Mercedes-Autos ihre Führung behielten. In Runde 6 versuchte George Russell außerhalb von Kurve 10, seinen Teamkollegen Robert Kubica zu überholen, kam jedoch von der Strecke ab und zerstörte eine Abstandsmarkierung aus Styropor. In der folgenden Runde hatte Vettel beide McLaren überholt und belegte den fünften Platz.
Antonio Giovinazzi war in Runde 8 der erste Fahrer, der an die Box ging, nachdem er mit abbauenden Soft-Reifen zu kämpfen hatte. In Runde 10 wurde Pérez eine 5-Sekunden-Zeitstrafe auferlegt, weil er die Strecke verlassen und sich in Runde 1 einen Vorteil verschafft hatte. Die Entscheidung war umstritten, da Pérez den Strafpoller korrekt umgangen hatte, nachdem er Kurve 4 wie vom Rennleiter vorgegeben abgeschnitten hatte, hatte aber dennoch Albon und Magnussen überholt und sich dadurch den 13. Platz gesichert.
Verstappen war in Runde 21 der erste aus der Spitzengruppe, der an die Box kam. Leclerc kam in der folgenden Runde an die Box, ebenso wie Bottas in Runde 24 und Hamilton, der in Runde 25 die Führung übernahm. Vettel, der noch nicht an die Box gekommen war, war weit genug hinter Hamilton, dass der Mercedes-Pilot die Führung des Rennens behaupten konnte. Vettel kam in der folgenden Runde an die Box, kam hinter Verstappen wieder zurück und stellte die Reihenfolge der ersten fünf wieder her. Stroll war der letzte Fahrer, der seinen ersten Boxenstopp in Runde 40 einlegte.
Grosjean schied in Runde 45 als erster und einziger Fahrer mit einem nicht näher bezeichneten Problem aus. In Runde 50 wurde kurzzeitig ein virtuelles Safety-Car eingesetzt, nachdem ein Poller auf die Strecke gerollt war. Vettel fuhr in der vorletzten Runde mit weichen Reifen an die Box, um sich den schnellsten Rundenpunkt zu sichern, was ihm in der letzten Runde des Rennens auch gelang.
In der letzten Runde wurde Lando Norris, der unter Hydraulikproblemen gelitten hatte, vor Kurve 8 von Daniel Ricciardo überholt. Ricciardo verbremste sich und drängte Norris von der Strecke, während er in Kurve 9 wieder auf die Strecke zurück fuhr. Dies ermöglichte Räikkönen und Hülkenberg an Ricciardo und Norris vorbeizufahren. Ricciardo kam dann auf der folgenden Geraden von der Strecke ab und überholte Räikkönen wieder für den siebten Platz. Ricciardo erhielt nach dem Rennen zwei Fünf-Sekunden-Zeitstrafen, eine wegen unsicherer Rückkehr zur Strecke und eine wegen Verlassen der Strecke und Verschaffen eines Vorteils. Dadurch wurde er auf den 11. Platz zurückgestuft, außerhalb der Punkte. Die Sportkommissare gaben ihm außerdem zwei Strafpunkte auf seiner Superlizenz für „unsicheres Wiederbetreten der Strecke“ und einen Punkt für „Vorteilsgewinn abseits der Strecke“.
Hamilton gewann schlussendlich das Rennen vor Bottas und Leclerc. Für Hamilton war es der 79. Sieg in der Formel-1-Weltmeisterschaft. Die restlichen Punkteplatzierungen belegten Verstappen, Vettel, Sainz jr., Ricciardo, Räikkönen, Hülkenberg und Norris.
In der Fahrerwertung blieb Hamilton vor Bottas und Vettel. In der Konstrukteurswertung blieben die ersten drei Plätze unverändert.

## Meldeliste
| Team                             | Nr. | Fahrer             | Chassis                       | Motor                         | Reifen |
| -------------------------------- | --- | ------------------ | ----------------------------- | ----------------------------- | ------ |
| Mercedes-AMG Petronas Motorsport | 44  | Lewis Hamilton     | Mercedes-AMG F1 W10 EQ Power+ | Mercedes-AMG F1 M10 EQ Power+ | P      |
| Mercedes-AMG Petronas Motorsport | 77  | Valtteri Bottas    | Mercedes-AMG F1 W10 EQ Power+ | Mercedes-AMG F1 M10 EQ Power+ | P      |
| Scuderia Ferrari                 | 05  | Sebastian Vettel   | Ferrari SF90                  | Ferrari 064                   | P      |
| Scuderia Ferrari                 | 16  | Charles Leclerc    | Ferrari SF90                  | Ferrari 064                   | P      |
| Aston Martin Red Bull Racing     | 33  | Max Verstappen     | Red Bull Racing RB15          | Honda RA619H                  | P      |
| Aston Martin Red Bull Racing     | 10  | Pierre Gasly       | Red Bull Racing RB15          | Honda RA619H                  | P      |
| Renault F1 Team                  | 03  | Daniel Ricciardo   | Renault R.S.19                | Renault E-Tech 19             | P      |
| Renault F1 Team                  | 27  | Nico Hülkenberg    | Renault R.S.19                | Renault E-Tech 19             | P      |
| Rich Energy Haas F1 Team         | 08  | Romain Grosjean    | Haas VF-19                    | Ferrari 064                   | P      |
| Rich Energy Haas F1 Team         | 20  | Kevin Magnussen    | Haas VF-19                    | Ferrari 064                   | P      |
| McLaren F1 Team                  | 55  | Carlos Sainz jr.   | McLaren MCL34                 | Renault E-Tech 19             | P      |
| McLaren F1 Team                  | 04  | Lando Norris       | McLaren MCL34                 | Renault E-Tech 19             | P      |
| SportPesa Racing Point F1 Team   | 11  | Sergio Pérez       | Racing Point RP19             | BWT Mercedes                  | P      |
| SportPesa Racing Point F1 Team   | 18  | Lance Stroll       | Racing Point RP19             | BWT Mercedes                  | P      |
| Alfa Romeo Racing                | 07  | Kimi Räikkönen     | Alfa Romeo Racing C38         | Ferrari 064                   | P      |
| Alfa Romeo Racing                | 99  | Antonio Giovinazzi | Alfa Romeo Racing C38         | Ferrari 064                   | P      |
| Red Bull Toro Rosso Honda        | 26  | Daniil Kwjat       | Scuderia Toro Rosso STR14     | Honda RA619H                  | P      |
| Red Bull Toro Rosso Honda        | 23  | Alexander Albon    | Scuderia Toro Rosso STR14     | Honda RA619H                  | P      |
| ROKiT Williams Racing            | 63  | George Russell     | Williams FW42                 | Mercedes-AMG F1 M09 EQ Power+ | P      |
| ROKiT Williams Racing            | 88  | Robert Kubica      | Williams FW42                 | Mercedes-AMG F1 M09 EQ Power+ | P      |
| ROKiT Williams Racing            | 40  | Nicholas Latifi    | Williams FW42                 | Mercedes-AMG F1 M09 EQ Power+ | P      |

1. 1 2  Der Williams mit der Startnummer 40 wurde im ersten freien Training für Latifi eingesetzt. Russell übernahm das Fahrzeug anschließend für das restliche Rennwochenende mit seiner Startnummer 63.

## Klassifikationen

### Qualifying
| Pos. | Fahrer             | Konstrukteur              | Q1       | Q2       | Q3       | Start |
| ---- | ------------------ | ------------------------- | -------- | -------- | -------- | ----- |
| 01   | Lewis Hamilton     | Mercedes                  | 1:30,609 | 1:29,520 | 1:28,319 | 01    |
| 02   | Valtteri Bottas    | Mercedes                  | 1:30,550 | 1:29,437 | 1:28,605 | 02    |
| 03   | Charles Leclerc    | Ferrari                   | 1:30,647 | 1:29,699 | 1:28,965 | 03    |
| 04   | Max Verstappen     | Red Bull Racing-Honda     | 1:31,327 | 1:30,099 | 1:29,409 | 04    |
| 05   | Lando Norris       | McLaren-Renault           | 1:30,989 | 1:30,019 | 1:29,418 | 05    |
| 06   | Carlos Sainz jr.   | McLaren-Renault           | 1:31,073 | 1:30,319 | 1:29,522 | 06    |
| 07   | Sebastian Vettel   | Ferrari                   | 1:31,075 | 1:29,506 | 1:29,799 | 07    |
| 08   | Daniel Ricciardo   | Renault                   | 1:30,954 | 1:30,369 | 1:29,918 | 08    |
| 09   | Pierre Gasly       | Red Bull Racing-Honda     | 1:31,152 | 1:30,421 | 1:30,184 | 09    |
| 10   | Antonio Giovinazzi | Alfa Romeo Racing-Ferrari | 1:31,180 | 1:30,408 | 1:33,420 | 10    |
| 11   | Alexander Albon    | Scuderia Toro Rosso-Honda | 1:31,445 | 1:30,461 | –        | 11    |
| 12   | Kimi Räikkönen     | Alfa Romeo Racing-Ferrari | 1:30,972 | 1:30,533 | –        | 12    |
| 13   | Nico Hülkenberg    | Renault                   | 1:30,865 | 1:30,544 | –        | 13    |
| 14   | Sergio Pérez       | Racing Point-BWT Mercedes | 1:30,964 | 1:30,738 | –        | 14    |
| 15   | Kevin Magnussen    | Haas-Ferrari              | 1:31,166 | 1:31,440 | –        | 15    |
| 16   | Daniil Kwjat       | Scuderia Toro Rosso-Honda | 1:31,564 | –        | –        | 16    |
| 17   | Romain Grosjean    | Haas-Ferrari              | 1:31,626 | –        | –        | 17    |
| 18   | Lance Stroll       | Racing Point-BWT Mercedes | 1:31,726 | –        | –        | 18    |
| 19   | George Russell     | Williams-Mercedes         | 1:32,789 | –        | –        | 19    |
| 20   | Robert Kubica      | Williams-Mercedes         | 1:33,205 | –        | –        | Box   |

### Rennen
| Pos. | Fahrer             | Konstrukteur              | Runden | Stopps | Zeit        | Startplatz | Schnellste Runde |
| ---- | ------------------ | ------------------------- | ------ | ------ | ----------- | ---------- | ---------------- |
| 01   | Lewis Hamilton     | Mercedes                  | 53     | 1      | 1:24:31,198 | 01         | 1:32,764 (53.)   |
| 02   | Valtteri Bottas    | Mercedes                  | 53     | 1      | + 18,056    | 02         | 1:33,586 (43.)   |
| 03   | Charles Leclerc    | Ferrari                   | 53     | 1      | + 18,985    | 03         | 1:33,828 (40.)   |
| 04   | Max Verstappen     | Red Bull Racing-Honda     | 53     | 1      | + 34,905    | 04         | 1:34,162 (38.)   |
| 05   | Sebastian Vettel   | Ferrari                   | 53     | 2      | + 1:02,796  | 07         | 1:32,740 (53.)   |
| 06   | Carlos Sainz jr.   | McLaren-Renault           | 53     | 1      | + 1:35,462  | 06         | 1:34,561 (52.)   |
| 07   | Kimi Räikkönen     | Alfa Romeo Racing-Ferrari | 52     | 1      | + 1 Runde   | 12         | 1:34,950 (46.)   |
| 08   | Nico Hülkenberg    | Renault                   | 52     | 1      | + 1 Runde   | 13         | 1:34,754 (45.)   |
| 09   | Lando Norris       | McLaren-Renault           | 52     | 1      | + 1 Runde   | 05         | 1:35,197 (47.)   |
| 10   | Pierre Gasly       | Red Bull Racing-Honda     | 52     | 1      | + 1 Runde   | 09         | 1:35,150 (42.)   |
| 11   | Daniel Ricciardo   | Renault                   | 52     | 1      | + 1 Runde   | 08         | 1:34,873 (47.)   |
| 12   | Sergio Pérez       | Racing Point BWT-Mercedes | 52     | 1      | + 1 Runde   | 14         | 1:35,014 (42.)   |
| 13   | Lance Stroll       | Racing Point BWT-Mercedes | 52     | 1      | + 1 Runde   | 17         | 1:34,924 (44.)   |
| 14   | Daniil Kwjat       | Scuderia Toro Rosso-Honda | 52     | 1      | + 1 Runde   | 19         | 1:35,225 (43.)   |
| 15   | Alexander Albon    | Scuderia Toro Rosso-Honda | 52     | 1      | + 1 Runde   | 11         | 1:35,029 (51.)   |
| 16   | Antonio Giovinazzi | Alfa Romeo Racing-Ferrari | 52     | 2      | + 1 Runde   | 10         | 1:35,115 (50.)   |
| 17   | Kevin Magnussen    | Haas-Ferrari              | 52     | 1      | + 1 Runde   | 15         | 1:35,692 (50.)   |
| 18   | Robert Kubica      | Williams-Mercedes         | 51     | 1      | + 2 Runden  | 18         | 1:36,608 (50.)   |
| 19   | George Russell     | Williams-Mercedes         | 51     | 2      | + 2 Runden  | 20         | 1:35,830 (51.)   |
| –    | Romain Grosjean    | Haas-Ferrari              | 44     | 1      | DNF         | 16         | 1:35,691 (42.)   |

## WM-Stände nach dem Rennen
Die ersten zehn des Rennens bekamen 25, 18, 15, 12, 10, 8, 6, 4, 2 bzw. 1 Punkt(e). Zusätzlich gab es einen Punkt für die schnellste Rennrunde, da der Fahrer unter den ersten zehn landete.

### Fahrerwertung
| Pos. | Fahrer           | Konstrukteur              | Punkte |
| ---- | ---------------- | ------------------------- | ------ |
| 01   | Lewis Hamilton   | Mercedes                  | 187    |
| 02   | Valtteri Bottas  | Mercedes                  | 151    |
| 03   | Sebastian Vettel | Ferrari                   | 111    |
| 04   | Max Verstappen   | Red Bull Racing-Honda     | 100    |
| 05   | Charles Leclerc  | Ferrari                   | 87     |
| 06   | Pierre Gasly     | Red Bull Racing-Honda     | 37     |
| 07   | Carlos Sainz jr. | McLaren-Renault           | 26     |
| 08   | Kimi Räikkönen   | Alfa Romeo Racing-Ferrari | 19     |
| 09   | Daniel Ricciardo | Renault                   | 16     |
| 10   | Nico Hülkenberg  | Renault                   | 16     |

| Pos. | Fahrer             | Konstrukteur              | Punkte |
| ---- | ------------------ | ------------------------- | ------ |
| 11   | Kevin Magnussen    | Haas-Ferrari              | 14     |
| 12   | Lando Norris       | McLaren-Renault           | 14     |
| 13   | Sergio Pérez       | Racing Point-BWT Mercedes | 13     |
| 14   | Daniil Kwjat       | Scuderia Toro Rosso-Honda | 10     |
| 15   | Alexander Albon    | Scuderia Toro Rosso-Honda | 7      |
| 16   | Lance Stroll       | Racing Point-BWT Mercedes | 6      |
| 17   | Romain Grosjean    | Haas-Ferrari              | 2      |
| 18   | Antonio Giovinazzi | Alfa Romeo Racing-Ferrari | 0      |
| 19   | George Russell     | Williams-Mercedes         | 0      |
| 20   | Robert Kubica      | Williams-Mercedes         | 0      |

### Konstrukteurswertung
| Pos. | Konstrukteur          | Punkte |
| ---- | --------------------- | ------ |
| 1    | Mercedes              | 338    |
| 2    | Ferrari               | 198    |
| 3    | Red Bull Racing-Honda | 137    |
| 4    | McLaren-Renault       | 40     |
| 5    | Renault               | 32     |

| Pos. | Konstrukteur              | Punkte |
| ---- | ------------------------- | ------ |
| 06   | Racing Point-BWT Mercedes | 19     |
| 07   | Alfa Romeo Racing-Ferrari | 19     |
| 08   | Scuderia Toro Rosso-Honda | 17     |
| 09   | Haas-Ferrari              | 16     |
| 10   | Williams-Mercedes         | 0      |